# Hans F. K. Günther

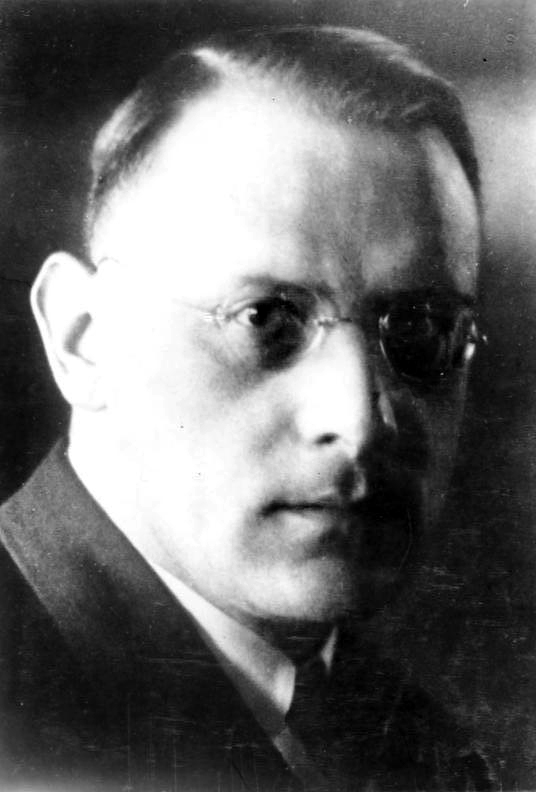
Hans F. K. Günther (Scherl-Bilderdienst 1936)

Hans Friedrich Karl Günther (* 16. Februar 1891 in Freiburg im Breisgau; † 25. September 1968 ebenda) war ein deutscher Philologe, der in der Weimarer Republik und in der Zeit des Nationalsozialismus als Rassentheoretiker tätig war und als „Rassengünther“, „Rasse-Günther“ oder „Rassepapst“ bekannt wurde. Er gilt neben Houston Stewart Chamberlain als einer der Urheber der nationalsozialistischen Rassenideologie.

## Biografie

### Weimarer Republik

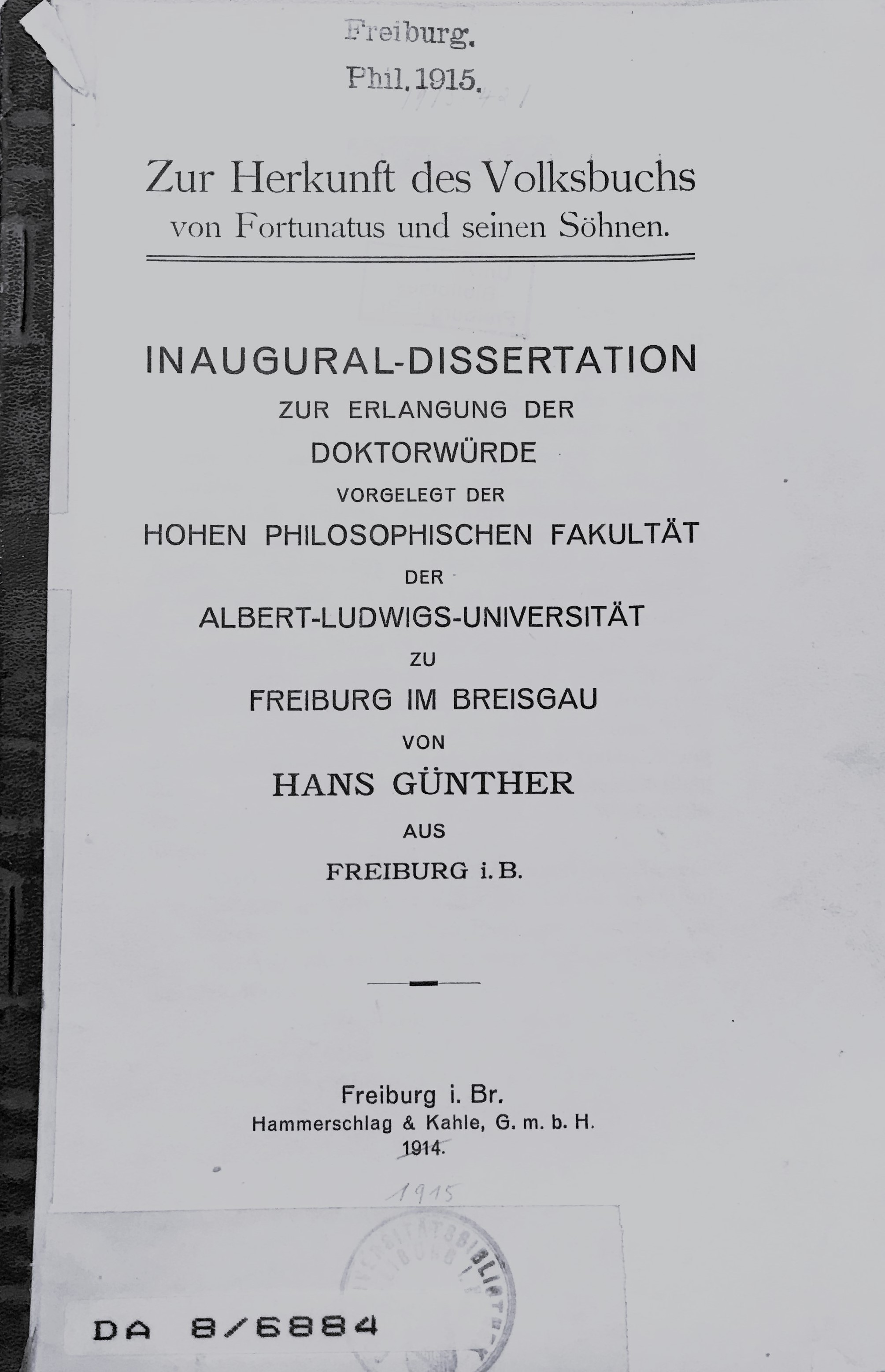
Deckblatt der Freiburger Dissertation (1915)

#### Studium und Kriegsteilnahme
Hans F. K. Günther wurde als Sohn des städtischen Kammermusikers Karl Wilhelm Günther und dessen Frau Mathilde Katharina Agnes, geb. Kropff, in Freiburg geboren. Bis zu seinem elften Lebensjahr besuchte er die Volksschule in Freiburg. Im Juli 1910 verließ er die Freiburger Oberrealschule und studierte bis 1914 Philologie (Vergleichende Sprachwissenschaft und Germanistik) an der Universität Freiburg, besuchte jedoch auch naturwissenschaftliche Vorlesungen über Zoologie und Geographie und hörte Vorlesungen bei Eugen Fischer. Parallel zu seinem Studium legte er am Realgymnasium Villingen die Reifeprüfung in Latein ab. Das Sommersemester 1911 verbrachte er an der Sorbonne in Paris. Im Jahr 1915 wurde er in Freiburg mit einer von Alfred Götze betreuten Arbeit Zur Herkunft des Volksbuches von Fortunatus und seinen Söhnen zum Dr. phil. promoviert und meldete sich anschließend als Kriegsfreiwilliger. Aufgrund einer Erkrankung verbrachte er mehrere Monate im Krankenhaus und war während des Ersten Weltkriegs beim Roten Kreuz tätig.

#### Auf dem Weg zur NSDAP
1919 legte Günther die Kriegsteilnehmerprüfung für das höhere Lehramt an Schulen ab und war im Probedienst tätig. Günther verstand sich jedoch als politischer Schriftsteller. Sein Erstlingswerk (nach der Dissertation) war die „Bekenntnisschrift“ mit dem Titel Ritter, Tod und Teufel. Der heldische Gedanke. Heinrich Himmler war 1924 von diesem Buch sehr beeindruckt.
Von 1920 bis 1922 erstellte Günther im Auftrag seines völkischen Verlegers Julius Friedrich Lehmann sein populäres Hauptwerk Rassenkunde des deutschen Volkes. Adolf Hitler besaß vier Ausgaben dieses Werks, die ihm von Lehmann, dreimal mit Widmungen, überreicht wurden: In der dritten Ausgabe von 1923 heißt es: „dem erfolgreichen Vorkämpfer des deutschen Rassengedanke“; die 1928er Ausgabe wurde mit einem „Weihnachtsgruss“ übersandt; und in der 14. Ausgabe von 1930 bezeichnet Lehmann Hitler als „Bahnbrecher des Rassengedankens“. Diese letzte Ausgabe in Hitlers Büchersammlung, mit einem ausführlichen Anhang über europäische Juden, trägt viele Gebrauchsspuren.
1922 studierte Günther am Anthropologischen Institut der Universität Wien und arbeitete im Museum für Tier- und Völkerkunde in Dresden bei Bernhard Struck. Ein weiteres Studium folgte 1922 bei Theodor Mollison in Breslau. Auch 1922 wurde Günther Mitglied im national-völkischen Deutschbund, später in einer Nebenzelle der Artamanen. Seit 1923 lebte er zusammen mit seiner zweiten Frau, einer Norwegerin, in Skandinavien. Er erhielt gelegentlich von verschiedenen Universitäten wissenschaftliche Aufträge, unter anderem von der Universität Uppsala und vom schwedischen Staatsinstitut für Rassenbiologie des Herman Lundborg. In Norwegen lernte Günther Vidkun Quisling kennen und schätzen. Er verkehrte in deutschen nationalsozialistischen Kreisen. Der völkische Architekt und Schriftsteller Paul Schultze-Naumburg vermittelte ihm Kontakte zu Richard Walther Darré und Baldur von Schirach.
Im Januar 1929 veröffentlichte der von dem späteren NS-Chefideologen Alfred Rosenberg gegründete Kampfbund für deutsche Kultur seine ersten Mitteilungen, in denen Künstler wie beispielsweise Rainer Maria Rilke, Hugo von Hofmannsthal und Max Liebermann als Träger „internationalistischer“ Ideen diffamiert wurden. Zur Lektüre empfohlen wurden den Kampfbund-Mitgliedern stattdessen – neben Gedichten von Baldur von Schirach und völkischen Schriften von Otto Bangert, Maria Kahle, Agnes Miegel oder Bogislav von Selchow – insbesondere auch die Schriften von Hans F. K. Günther.
Finanzielle Engpässe zwangen Günther 1929 zur Rückkehr nach Deutschland. In Dresden musste er von einer halben Lehrerstelle existieren, bis Wilhelm Frick, der erste nationalsozialistische Minister in einem deutschen Land, ihm 1930 gegen den Willen der Universität Jena zu einem eigens für ihn eingerichteten Lehrstuhl für Sozialanthropologie verhalf. Günther hatte in akademischer Hinsicht außer seiner Promotion hierfür keinerlei Voraussetzungen, was zu scharfen Protesten von Ordinarien aus ganz Deutschland führte. Seine Antrittsvorlesung erhielt durch die Anwesenheit Hitlers, der die Einrichtung eines Lehrstuhls für „Rassefragen und Rassenkunde“ in Jena angeregt haben soll, und Hermann Görings symbolhafte Bedeutung.
Günther war Protagonist der Nordischen Bewegung. Seit 1930 war er Herausgeber der vom Nordischen Ring, später (ab 1936) Nordischer Ring in der Nordischen Gesellschaft, veröffentlichten Zeitschrift Rasse. Monatsschrift der Nordischen Bewegung.
1931 verübte der zur Tatzeit 17-jährige Karl Dannbauer aus Wien auf Günther einen Anschlag und verletzte ihn am Arm. Obwohl Dannbauer nicht parteipolitisch gebunden war, instrumentalisierten die Nationalsozialisten seine Tat als „Mordhetze des Marxismus“. Dannbauer selbst gab vor Gericht an, gegen die „wissenschaftlichen Köpfe“ der NS-Bewegung vorgehen zu wollen, um das Proletariat zu schützen.
Zum 1. Mai 1932 trat Günther der NSDAP bei (Mitgliedsnummer 1.185.391).

### Zeit des Nationalsozialismus

#### Karriere und Auszeichnungen

Vortrag über „Vererbung oder Erziehung“

1935 wurde Günther ordentlicher Professor für Rassenkunde, Völkerbiologie und ländliche Soziologie an der Universität Berlin. Am 1. November 1935 holte er sich die spätere Angestellte der Rassenhygienischen Forschungsstelle, Sophie Ehrhardt, an sein Berliner Universitätsinstitut für Völkerbiologie, ländliche Soziologie und Bauerntumsforschung. Ehrhardt schrieb in jener Zeit in einem Aufsatz der Zeitschrift für ärztliche Fortbildung, dass das deutsche Volk über das Recht verfüge, „bewusst Rassenpolitik sowie Auslese“ zu treiben. Selektiert werden müssten, wie sie schrieb, „geistig Minderwertige“, „Rheinlandbastarde“ und vor allem „die Juden“.
Von 1940 bis 1945 war Günther Professor und Institutsdirektor an der Universität Freiburg.
Günther stützte sich in seiner Lehre auf Arthur de Gobineaus Versuch über die Ungleichheit der Menschenrassen und auf Houston Stewart Chamberlains Grundlagen des neunzehnten Jahrhunderts. Er war von „der kulturellen Überlegenheit der nordischen Rasse und der Abträglichkeit der Rassenmischung“ überzeugt und erhielt in der Zeit des Nationalsozialismus zahlreiche Ehrungen. So war er 1935 zusammen mit Hanns Johst der Preisträger des erstmals verliehenen Preis der NSDAP für Kunst und Wissenschaft. 1937 wurde ihm die Rudolf-Virchow-Plakette der Deutschen Philosophischen Gesellschaft verliehen, und 1941 erhielt er von Hitler die Goethe-Medaille für Kunst und Wissenschaft.

#### Kontakte zu Rosenberg
Am 3. Dezember 1936 schrieb Alfred Rosenberg an Walther Darré, dass er mit Günther zu der Übereinkunft gekommen sei, dass der „Nordische Ring“ als Organisation aufgelöst werde. Der Name „Nordischer Ring“ bleibe jedoch bestehen, werde allerdings auf ein neues Gremium, das dem „Obersten Rat“ der „Nordischen Gesellschaft“ unterstehen soll, übertragen.
Am 19. November 1936 wurden die Wissenschaftler Ninck und Otto Höfler im Zusammenhang mit dem Thema Die Lage der indogermanischen Religionsforschung von Rosenberg und Mitarbeitern des zu diesem Zeitpunkt in Jena als Professor arbeitenden Hans F. K. Günther scharf angegriffen.
Am 26. März 1941 eröffnete Alfred Rosenberg im Rahmen seiner geplanten Hohen Schule das Institut zur Erforschung der Judenfrage. Hans F. K. Günther nahm an der dreitägigen Veranstaltung als Ehrengast teil. In den Vorträgen wurde der „Volkstod“ der Juden als Ziel formuliert. Er sollte durch „Verelendung der europäischen Juden bei Zwangsarbeit in riesigen Lagern in Polen“ erreicht werden. Klaus Schickert formulierte in seinem Beitrag über die Judengesetze in Südosteuropa: „Die Dinge treiben mit einer zunehmenden Geschwindigkeit ihrer Endlösung entgegen.“ Und Alfred Rosenberg sagte in seiner Rede: „Das Wort Richard Wagners: ,Der Jude ist der plastische Dämon des Verfalls der Menschheit‘, zeigt über alles Zufällige hinaus die Symbolik der geschichtlichen Lage.“

### Nachkriegszeit
Die letzten Kriegstage verbrachte Günther bei seinem Freund Paul Schultze-Naumburg in Weimar. Er floh vor der anrückenden Roten Armee nach Baden-Württemberg, wurde dort kurz nach Kriegsende von der französischen Besatzungsmacht verhaftet und bis 1948 interniert. Nach Entlassung aus französischer Lagerhaft wurde er 1949 in einem Entnazifizierungsverfahren von der Spruchkammer Freiburg als „Minderbelasteter“ eingeordnet. Nach einem Berufungsverfahren 1951, in dem Vertreter der Universität Freiburg vortrugen, Günther habe sich in seiner Rassenkunde an Grenzen gehalten, die auch von Gelehrten dieses Zweiges der Wissenschaft anderer Staaten eingehalten worden wären, wurde er als „Mitläufer“  eingestuft und aus dem Universitätsdienst entlassen, konnte aber weiterhin publizistisch tätig sein.
Auch nach dem Ende der nationalsozialistischen Herrschaft zog Günther seine Theorien nicht zurück. Im unter seinem Namen Ende 1951 überarbeiteten und wiederaufgelegten Buch Gattenwahl (Erstauflage 1941) unterbreitete er in den 1950er Jahren noch – nach Auffassung heutiger Literatur damals allgemein konsensfähige –  Warnungen wie beispielsweise vor der Heirat mit „Zuckerkranken, Frauenrechtlerinnen und Gewohnheitstrinkern“. In dem Schlusskapitel dieses Buches verharmloste er die Zwangssterilisationen der Zeit des Nationalsozialismus und stellte die gesetzlich vorgeschriebenen Ehegesundheitszeugnisse als richtungweisend dar.
Günther, der in seinen letzten Lebensjahren in Emmendingen lebte, publizierte auch nach 1945, unter anderem unter den Pseudonymen Ludwig Winter und Heinrich Ackermann. Auch in rechtsextremen Zeitschriften wie Nation Europa wurden seine Werke weiterhin abgedruckt. In seiner Schrift Der Begabungsschwund in Europa, die 1959 im Verlag Hohe Warte des rechtsextremen Bundes für deutsche Gotterkenntnis erschien, warnte er vor einer zunehmenden „Verdummung der Bevölkerung“, weil sich die "sittlich Haltlosen unkontrolliert und die Begabten viel zu selten fortpflanzen" würden. Der „Untergang des Abendlandes könne nur durch eine überlegte Familienpolitik aufgehalten werden, die von den Tatsachen der Vererbung, Siebung, Auslese und Ausmerze ausgingen“. Unter Pseudonym war er leitendes Mitglied der international tätigen Northern League, die sich als Schützer einer nordischen Rasse verstand.
Die nationalsozialistischen Verbrechen verharmloste Günther bis an sein Lebensende. „Wie viele Greuel wurden über das Konzentrationslager Buchenwald zusammengelogen“, schrieb er in Mein Eindruck von Adolf Hitler.
Ein Teil des Nachlasses Günthers wurde vom Anthropologischen Institut der Universität Mainz übernommen.

## Positionen

### Rassenideologie
Ausgehend von seinem Werk Ritter, Tod und Teufel (1920) wurde Günther zum Begründer des Nordizismus bzw. des sogenannten „nordischen Gedankens“, einer Rassenideologie, in deren Zentrum eine „nordischen Rasse“ steht, die einerseits allen anderen Rassen überlegen und darum wie keine andere zur Führung geeignet sei, andererseits sowohl in ihrer Vorherrschaft als auch in ihrer Existenz akut bedroht sei.
Eine zweite Besonderheit der Güntherschen Rassenideologie war die Idee, dass jede „Rasse“ neben bestimmten körperlichen Merkmalen ein Bündel typischer psychischer Merkmale und Verhaltenstendenzen („rassenseelische Eigenschaften“) aufweise, die von Umweltfaktoren unabhängig seien und gemeinsam mit den äußerlichen Rassenmerkmalen vererbt werden.
Popularisiert hat Günther diese Gedanken vor allem in seinen  fünf „Rassenkunde“-Büchern (Rassenkunde des deutschen Volkes, 1922; Rassenkunde Europas, 1924; Kleine Rassenkunde Europas, 1925; Kleine Rassenkunde des deutschen Volkes [= „Volksgünther“], 1929; Rassenkunde des jüdischen Volkes, 1929), von denen einige außerordentlich hohe Auflagen erzielt haben. Für den deutschen Sprachraum postulierte er darin zunächst fünf, und von 1924 an sieben „Rassen“ (hier in der Reihenfolge ihrer von Günther vermuteten Häufigkeit):
- eine „nordische“ (übernommen von Joseph Deniker)
- eine „ostische“ (identisch mit Denikers „alpiner Rasse“)
- eine „dinarische“ (übernommen von Deniker)
- eine „ostbaltische“ (übernommen von Rolf Nordenstreng)
- eine „westische“ (identisch mit Ernst Haeckels Homo mediterraneus)
- eine „fälische“ (identisch mit Fritz Paudlers „dalischer Rasse“)
- eine „sudetische“ (übernommen von Otto Reche).

Er ging davon aus, dass diese „Rassen“ im einzelnen Deutschen nur selten in reiner Form, sondern fast immer in wechselnden Anteilen vorliegen. Bei den Juden, die er ebenso wie die Deutschen für ein „gemischtrassiges“ Volk hielt, vermutete Günther die Dominanz einer „vorderasiatischen Rasse“, hielt sie für den Europäern äußerst fremd und behandelte sie darum in einer eigenen Publikation.
Während er alle anderen für gleichermaßen wertlos erklärte, schrieb er allein der „nordischen Rasse“ Qualitäten wie „Geist“, „Schöpferkraft“ und Eignung zur „Führerschaft“ zu. Infolge einer Vielzahl von Faktoren („Rassenvermischung“, Auswanderung, Weltkriegsverluste, Geburtenrückgang, Bedeutungsverlust des Bauernstandes, Verstädterung, Umsichgreifen des „Geistes der Modernität“, u. a. m.) sei die „nordische Rasse“ in ihrem Bestand jedoch akut bedroht. Um diese Katastrophe abzuwenden, empfahl Günther eine biologische „Aufnordung“ des deutschen Volkes, die sowohl mit eugenischen als auch mit wirtschafts- und finanzpolitischen Mitteln realisiert werden sollte.
Das Wort „Aufnordung“ hatte er von Ludwig Ferdinand Clauß übernommen, der damit allerdings keine Züchtungsgedanken, sondern eine gesellschaftliche Förderung bestimmter, von ihm als „nordisch“ (nord-west-europäisch) aufgefasster Kulturelemente verband. Bei Günther wurde dieser ursprünglich rein kulturell gedachte Prozess biologisch umgedeutet und in diesem Zusammenhang so prominent, dass die ursprüngliche Bedeutung nahezu in Vergessenheit geriet. Die Leitsätze der Deutschen Gesellschaft für Rassenhygiene stellten dabei für Günther in seinem Buch Der nordische Gedanke unter den Deutschen, 2. Auflage 1927, nur die Mindestforderung dar. Dort war langfristig die Zwangssterilisation „minderwertiger“ Menschen sowie deren schnellstmögliche Isolation in Arbeitslagern vorgesehen. Günther befürwortete nicht nur in weitem Umfang Zwangssterilisationen von Menschen mit „minderwertigen Erbanlagen“, sondern auch Zwangsabtreibungen oder die Deportation von Kindern schwarzafrikanischer französischer Besatzungssoldaten und deutscher Mütter, die als „Rheinlandbastarde“ diffamiert wurden. Er war somit einer der Vordenker der nationalsozialistischen Rassenhygiene.
Zeitgenössische Kritiker von Günthers Nordizismus waren unter anderen Karl Saller, Friedrich Merkenschlager, Ernst Kretschmer sowie Friedrich Keiter.
Zusammen mit Karl Astel (Menschliche Züchtungslehre und Vererbungsforschung 1934/35, Menschliche Erbforschung und Rassenpolitik 1935–1945), Victor Franz (Zoologie / Phylogenie, Vererbungslehre und Geschichte der Zoologie 1936–1945) und Gerhard Heberer (Allgemeine Biologie und Anthropogenie 1938–1945) gehörte er zur „Rassen-Quadriga“ der Universität Jena, ein Begriff, der auf die Vorreiterstellung der Universität bei der Institutionalisierung rassenkundlicher Fächer in Wissenschaft und Forschung im Zeitraum von 1930 bis 1938 Bezug nimmt.

### Stellungnahme zu den Juden
Günthers Theorien wurden zeitweise zur maßgeblichen ideologischen Grundlage der nationalsozialistischen Rassenpolitik, die nicht nur zum Holocaust an den Juden und den Völkermord an den als „Zigeuner“ Verfolgten, sondern auch zur Ermordung zahlloser Angehöriger der als minderwertig diskriminierten slawischen Völker führte.
Günthers wichtigste Äußerungen zu den Juden finden sich bis zur Auflage von 1927 in einem einschlägigen Anhang des Buches Rassenkunde des deutschen Volkes und danach in der 1929 erstmals aufgelegten Monografie Rassenkunde des jüdischen Volkes. Er stellt hier „richtig“, dass die Juden keine Rasse, sondern ein „Volk“ seien. Bei den Aschkenasim – also der Mehrzahl der mitteleuropäischen Juden – dominiere freilich die „vorderasiatische Rasse“; aufgrund ihrer langen Absonderung in Ghettos seien die Juden sogar im Begriff gewesen, sich zu einer „Rasse zweiter Ordnung“ zu entwickeln – ein Prozess, der infolge der jüdischen Emanzipation aber unvollendet geblieben sei. Günther behauptet, als Wissenschaftler jeglicher Bewertung individueller „Rassen“ abhold zu sein und lediglich eine fundamentale „rassisch bedingte Andersartigkeit“ und „rassenseelische Fremdheit“ der Juden aufweisen zu wollen; faktisch verfolgt er in seinem Buch jedoch keinen anderen Zweck, als Juden abzuwerten und antisemitische Vorurteile und Stereotypen zu bedienen.
Die Lösung der „Judenfrage“, die für ihn „eine[…] der brennendsten Fragen überhaupt“ ist, sieht Günther in konsequenter eugenischer Praxis und im Zionismus, d. h. in der Auswanderung der Juden nach „Palästina oder ein anderes, ihren Erbanlagen angemessenes Gebiet“, wobei er aber auch Zweifel äußerte, ob sie für eine landwirtschaftliche Tätigkeit überhaupt geeignet seien.

## Wirkungsgeschichte
Günther war zwischen den beiden Weltkriegen einer der meistgelesenen und umstrittensten deutschen Publizisten, dessen Schriften (wenn auch nach 1945 nur noch in kleiner Auflage) noch bis in die 1960er Jahre herausgegeben wurden und ein Publikum fanden.
Seine nationalsozialistische Rassenlehre wurde, wie in einem Aufsatz von Friedrich Keiter 1932, zunächst auch offen kritisch betrachtet (so schrieb Keiter etwa: „Man geht fehl, wenn man den von Hans F. K. Günther entfachten Rassenglauben aus der Naturwissenschaft ableitet; er gehört in die Geistesgeschichte. […]“). Die Rassenkunde des deutschen Volkes erlebte allein bis 1933 16 Auflagen in über 50.000 Exemplaren.
Nicht zuletzt aufgrund seiner Schriften verfünffachten sich zwischen 1922 und 1927 die in Deutschland publizierten Presseartikel zum Thema Rasse. Ab 1929 erschien zudem eine Kurzfassung mit dem Titel Kleine Rassenkunde des deutschen Volkes. Diese populäre Ausgabe, vom Verlag auch als „Volksgünther“ vermarktet, erreichte bis 1935 das 145. Tausend der Gesamtauflage und bis 1942 das 295. Tausend.
Mit seinen rund 30 zwischen 1920 und 1944 veröffentlichten rassenideologischen Büchern handelte sich der Schriftsteller den Spitznamen „Rassengünther“ ein.
Im August 1933 traf sich Günther in Jena mit dem Soziologen und Zionisten Arthur Ruppin. Dieses Zusammentreffen wurde 2019 Gegenstand von Dani Gals Film White City, „in dem der Künstler Berührungspunkte im Denken von Zionisten und Nationalsozialisten nachvollziehbar macht“. Was bei dieser Begegnung zwischen Günther und Ruppin gesprochen wurde, „hat Gal aus Tagebucheinträgen Ruppins konstruiert“.
Vor allem in den Vereinigten Staaten, wo die Politik der Rassentrennung in einigen Bundesstaaten bis Mitte der 1960er-Jahre gesetzlich verankert und erst durch den Civil Rights Act of 1964 abgeschafft worden war, wurden Günthers Rassetypologien und Anschauungen auch nach 1945 noch geschätzt, was unter anderem dazu führte, dass ihn die American Society of Human Genetics 1953 zum korrespondierenden Mitglied wählte.
Die NPD verwendet in dem politischen Lexikon auf ihrer Website Hans F. K. Günther als Quelle zur Erklärung des Begriffs „Rasse“:

„Rasse ist eine Menschengruppe, welche bei allen ihren Vertretern ein in der Hauptsache gleiches leiblich-seelisches Bild zeigt.“

## Veröffentlichungen (Auswahl)

### Monographien

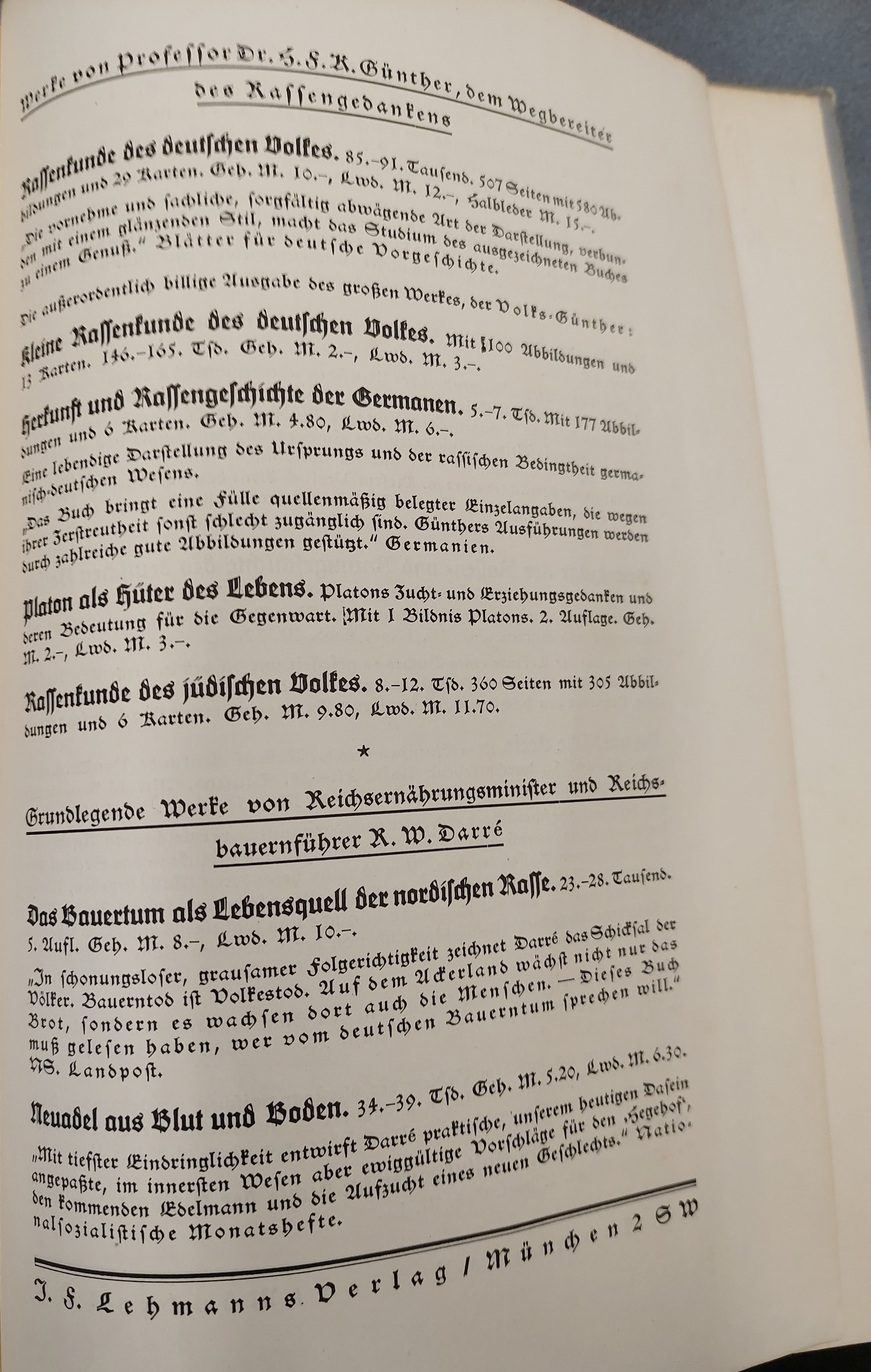
Verlagsanzeige (1936)

- Zur Herkunft des Volksbuchs von Fortunatus und seinen Söhnen. Hammerschlag & Kahle, Freiburg i. B. 1914 (Zugl.: Freiburg (Breisgau), Univ., Diss., 1915). Vollansicht in der Google-Buchsuche
- Ritter, Tod und Teufel. Der heldische Gedanke. J. F. Lehmann Verlag, München 1920, 4. Auflage ebenda 1935. Vollansicht in der Google-Buchsuche
- Hans Baldenwegs Aufbruch. Ein deutsches Spiel in vier Auftritten. J. F. Lehmann, München 1921.

- Rassenkunde des deutschen Volkes. J. F. Lehmann, München, erstmals 1922, zahlreiche weitere Auflagen.

- Deutsche Rassenbilder. Tafel mit 32 Bildern nach der Rassenkunde des deutschen Volkes. Lehmann, München 1924, mehrere Auflagen.
- Rassenkunde Europas. J. F. Lehmann, München
  - 1. Aufl. 1924
  - 2. verb. Aufl. 1926 (Mit 20 Karten und 362 Abbildungen) (Öffnung im Hathitrust 2022) Vollansicht in der Google-Buchsuche
  - 3., wesentlich verm. und verb. Aufl. 1929 (Öffnung im Hathitrust 2025)
- Kleine Rassenkunde Europas. J. F. Lehmann, München 1925; 3. Aufl. 1929.
- Der Nordische Gedanke unter den Deutschen. J. F. Lehmann, München 1925;
  - 2. Aufl. 1927 (Öffnung im Hathitrust 2023) Vollansicht der 2. Auflage, 1927 in der Google-Buchsuche
- Lieder vom Verhängnis. Jungdeutscher Verlag, Kassel 1925.
- Adel und Rasse. J. F. Lehmann, München
  - 1. Aufl. 1926
  - 2. Aufl. 1927 Vollansicht in der Google-Buchsuche
- Rasse und Stil. J. F. Lehmann, München
  - 1. Aufl. 1926.
  - 2. Aufl. 1926
- Deutsche Köpfe nordischer Rasse. (Mit Abbildungen von Eugen Fischer) J. F. Lehmann Verlag.
- Platon als Hüter des Lebens. J. F. Lehmann, München 1928; von Bebenburg, Pähl 1966, 3. Aufl.
- Kleine Rassenkunde des deutschen Volkes. J. F. Lehmann, München 1929 (Kurzfassung des Buches Rassenkunde des deutschen Volkes). Zahlreiche Neuauflagen.
- Rassengeschichte des hellenischen und des römischen Volkes. 1929, vgl. 1956, 1957 als zweibändige Ausgabe.
- Rassenkunde des jüdischen Volkes. J. F. Lehmann, München 1929; mehrere weitere Auflagen
- Volk und Staat in ihrer Stellung zu Vererbung und Auslese. J. F. Lehmann, München 1933.
- Das Verbot von Mischehen mit Juden. J. F. Lehmann, München 1933.
- Die nordische Rasse bei den Indogermanen Asiens. Zugleich ein Beitrag zu Frage nach Urheimat und Herkunft der Indogermanen. J. F. Lehmann, München 1934; [Nachdr.] mit Ergänzung von Jürgen Spanuth. Hohe Warte – von Bebenburg, Pähl 1982.
- 1934: Die Verstädterung. Ihre Gefahren für Volk und Staat vom Standpunkte der Lebensforschung und der Gesellschaftswissenschaft. J. F. Lehmann, 3. Aufl. 1938. Zuletzt: Die Artgemeinschaft, Hamburg o. J. (2002). (= Schriftenreihe der Artgemeinschaft – Germanische Glaubens-Gemeinschaft wesensgemäßer Lebensgestaltung, 32.)
- 1934: Frömmigkeit nordischer Artung. Eugen Diederichs, 1934, 1. bis 3. Tsd.; Teubner, Leipzig 1943, 5. Aufl.; Hohe Warte – von Bebenburg, Pähl 1989, 7. Aufl.
- 1935: Herkunft und Rassengeschichte der Germanen. J. F. Lehmann.
- 1936: Führeradel durch Sippenpflege. J. F. Lehmann.
- 1939: Das Bauerntum als Lebens- und Gemeinschaftsform. Teubner, Leipzig.
- [1939]: Vererbung oder Erziehung. Rassenpolitisches Amt der NSDAP, Reichsleitung Berlin W 8, Wilhelmstr. 63
- 1940: Formen und Urgeschichte der Ehe. J. F. Lehmann; Musterschmidt, Göttingen 1951, 3., umgearb. Aufl.
- 1941: Gattenwahl zu ehelichem Glück und erblicher Ertüchtigung. J. F. Lehmann, 1951, 3., umgearb. Aufl.
- 1942: Bauernglaube. Zeugnisse über Glauben und Frömmigkeit der deutschen Bauern. Teubner, Leipzig; Pfeiffer, Hannover [1968], 2. Aufl.
- 1942: Beknopte rassenkunder der germansche volken. Westland, Amsterdam 1942.
- 1952: Le Mariage, ses formes, son origine. Payot, Paris.
- 1956: Lebensgeschichte des hellenischen Volkes. Hohe Warte, Pähl 2. Aufl. 1965.
- 1957: Lebensgeschichte des römischen Volkes. Hohe Warte von Bebenburg, Pähl 2. Aufl. 1966.
- 1959: Der Begabungsschwund in Europa. (unter dem Pseudonym Ludwig Winter)
- 1961: Entstellung und Klärung der Botschaft Jesu. (unter dem Pseudonym Heinrich Ackermann)
- o. J.: Vererbung und Umwelt. von Bebenburg, Pähl 1967, 4., vom Verf. durchges. Aufl.
- 1969: Mein Eindruck von Adolf Hitler. von Bebenburg, Pähl 1969.
- 1980: Religiosità indoeuropea Edizioni di Ar, Padua, 2. Aufl. (Italienischer Verlag aus dem Bereich des Neofaschismus)

### Als Herausgeber
- mit Auguste Reber-Gruber: Rasse. Monatsschrift für den nordischen Gedanken. Hrsg. im Auftrag des Nordischen Ringes in der Nordischen Gesellschaft von HFKG. Teubner, Leipzig/Berlin 1934–1944.

### Historische Hintergründe
- Karl Saller: Die Rassenlehre des Nationalsozialismus in Wissenschaft und Propaganda. Progress, Darmstadt 1961.
- Hans-Jürgen Lutzhöft: Der Nordische Gedanke in Deutschland 1920–1940. Klett, Stuttgart 1972, ISBN 3-12-905470-7.
- Peter Emil Becker: Wege ins Dritte Reich (Teil II). Sozialdarwinismus, Rassismus, Antisemitismus und Völkischer Gedanke. Thieme, Stuttgart/New York 1990, ISBN 3-13-736901-0.
- Rasse-Günther – Das Wort nordisch. In: Der Spiegel. 1/1952.
- Uwe Hoßfeld: Die Jenaer Jahre des ‚Rasse-Günther’ von 1930 bis 1935: Zur Gründung des Lehrstuhls für Sozialanthropologie an der Universität Jena. In: Medizinhistorisches Journal 34,1 (1999), S. 47–103.

### Monografien
- Friedrich Hertz: Hans Günther als Rassenforscher. Philo-Verlag, Berlin 1930. (Erkenntniskritischer Ansatz).
- Elvira Weisenburger: Hans Friedrich Karl Günther, Professor für Rassenkunde. In: Michael Kißener, Joachim Scholtyseck (Hrsg.): Die Führer der Provinz. NS-Biographien aus Baden und Württemberg (= Karlsruher Beiträge zur Geschichte des Nationalsozialismus 2). UVK, Konstanz 1997, ISBN 3-87940-566-2, S. 161–199.
- Erich Freisleben: Grundelemente der Rassenkunde und Rassenhygiene der Weimarer Zeit. Eine Untersuchung zu zwei Standardwerken. Dissertation. Freie Universität Berlin 2003.
- Peter Schwandt: Hans F. K. Günther. Porträt, Entwicklung und Wirken des rassistisch-nordischen Denkens. VDM Verlag Dr. Müller, Saarbrücken 2008, ISBN 978-3-639-01276-7.
- Sabrina Rogahn: Rassismus popularisieren. Hans F. K. Günthers „Rassenkunden“ in der Rezensionsliteratur 1922–1942. Campus, Frankfurt a. M. 2022, ISBN 978-3-593-51635-6.